# 不齐线数字

Hoefler Text是一套使用不齊線數字的現代字體。

不齊線數字（也稱小寫數字、古風體數字和中世紀數字）是阿拉伯數字的一種款式，設計配合小寫字母，營造視覺上的和諧。
現在阿拉伯數字通常是齊線數字（也稱為大寫數字、現代體數字和標題數字），與大寫字母高度一樣，沒有下降筆劃。與此相比，小寫阿拉伯數字的形狀和位置都有變化，就像小寫字母：一些沒有上升和下降筆劃，與字母x同高（例如0、1和2）；一些有上升筆劃，像字母h（6和8）；一些有下降筆劃，像字母g（3、4、5、7和9）。雖然這是最常見的設計安排，但也有其他可能安排。例如在18世紀後期到19世紀早期，法國狄多家族的印刷設計員使用有上升筆劃的3。這種形式保留在後來的一些法國字體中。另外一些字體還有不同的安排。
在中世紀，自從12世紀阿拉伯數字於歐洲開始流行，這種款式的數字就在使用，故此也稱為中世紀數字。19世紀字體設計師設計的齊線數字，大幅取代了不齊線數字，尤其是報紙和廣告字體。機械排鑄（例如蒙納和麗那排鑄機）用的精細的書本字體到了20世紀仍然用不齊線數字，但隨著照相排版時代的來臨，它們幾乎消失。數碼排字令它們蓬勃復甦。
高品質排字偏向在內文採用不齊線數字：它們與小寫字母和小型大寫字母較融和，而且它們形狀較多變化，便利閱讀。而齊線數字則用於大寫字母中，有認為它們使用在表格和試算表效果更好。
雖然很多傳統字體都包含一套完整的齊線和不齊線數字，以用於不同場合；多數標準電腦字體（除了專業印刷使用的字體）都只有一種數字。齊線數字較常見，使用不齊線數字的常用字體有Georgia和Hoefler Text。